# Буди-Калкі (Мазовецьке воєводство)
Буди-Калкі (пол. Budy-Kałki) — село в Польщі, у гміні Пуща-Марянська Жирардовського повіту Мазовецького воєводства.
Населення — 80 осіб (2011).
У 1975-1998 роках село належало до Скерневицького воєводства.

## Демографія
Демографічна структура станом на 31 березня 2011 року:
|          | Загалом | Допрацездатний вік | Працездатний вік | Постпрацездатний вік |
| -------- | ------- | ------------------ | ---------------- | -------------------- |
| Чоловіки | 38      | 5                  | 30               | 3                    |
| Жінки    | 42      | 9                  | 25               | 8                    |
| Разом    | 80      | 14                 | 55               | 11                   |